# Sphenella melanostigma
Sphenella melanostigma är en tvåvingeart som beskrevs av Mario Bezzi 1908. Sphenella melanostigma ingår i släktet Sphenella och familjen borrflugor. Inga underarter finns listade i Catalogue of Life.